# Terra Lliure

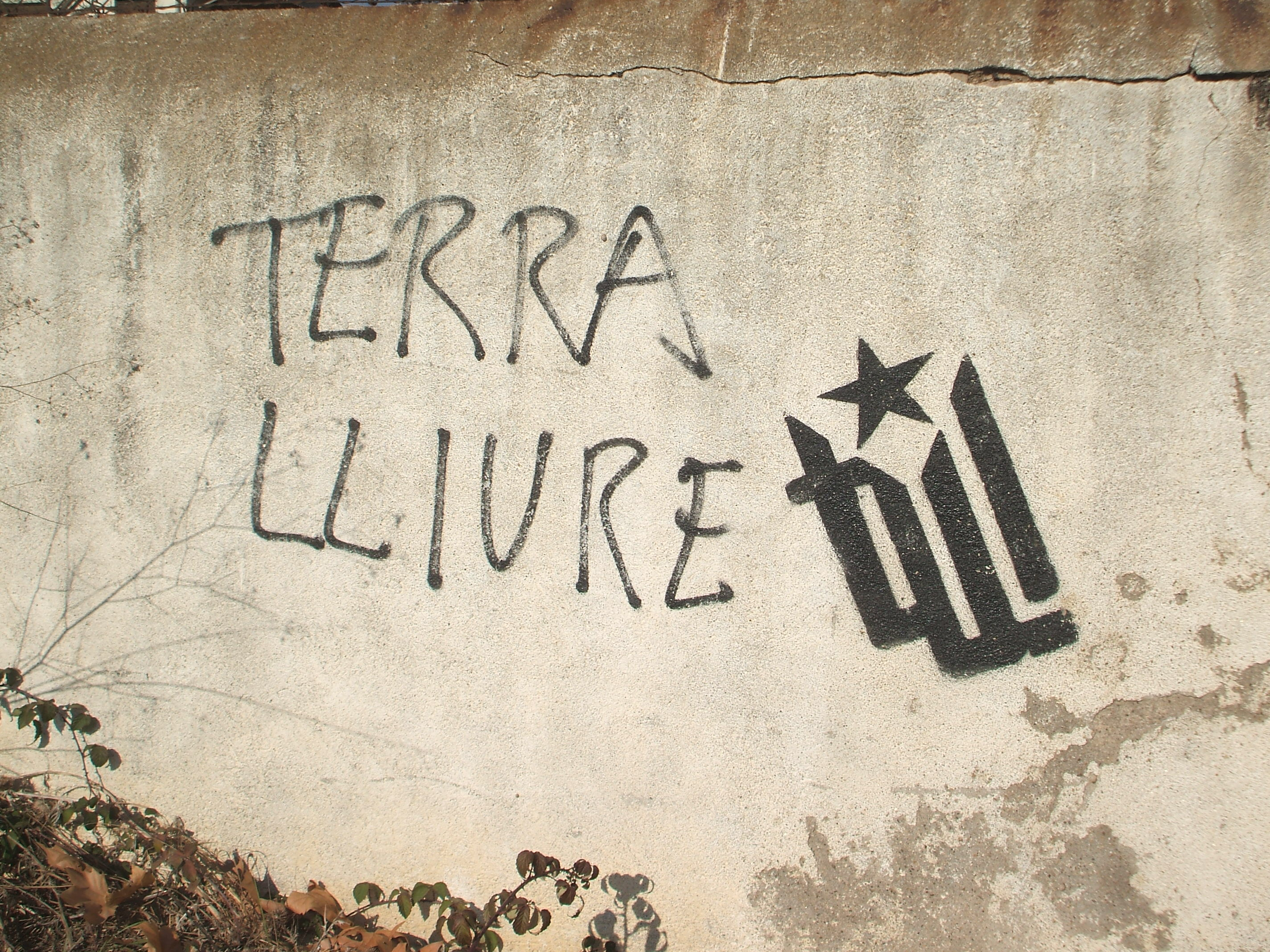
Graffiti przedstawiające logo ugrupowania

Terra Lliure (pol. Wolna Ziemia) – katalońska organizacja terrorystyczna.

## Historia
Organizacja została założona w 1978 roku. Pod nazwą Terra Lliure działała od 1980 roku. Członkowie Terra Lliure mieli na koncie zamachy bombowe (głównie na zagraniczne banki i biura podróży). Największym zamachem Terra Lliure był atak bombowy na konsulat Stanów Zjednoczonych w Barcelonie w 1987 roku. Działalność grupy nie wykraczała poza terytorium Hiszpanii. W lipcu 1991 roku formacja wyrzekła się stosowania przemocy i zakończyła działalność.

## Relacje z innymi grupami terrorystycznymi
Terra Lliure współpracowała z baskijską grupą ETA.

## Ideologia
Grupa głosiła poglądy separatystyczne i lewicowe. Celem formacji było utworzenie niepodległej i marksistowskiej Katalonii. W skład państwa wchodzić miały hiszpańskie prowincje Katalonia i Walencja.